# Distrito Escolar Independiente de Dickinson

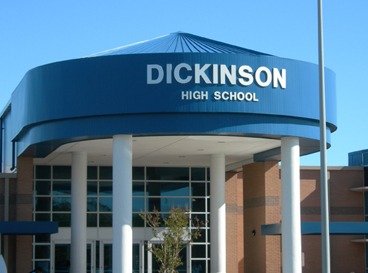
Escuela Preparatoria Dickinson

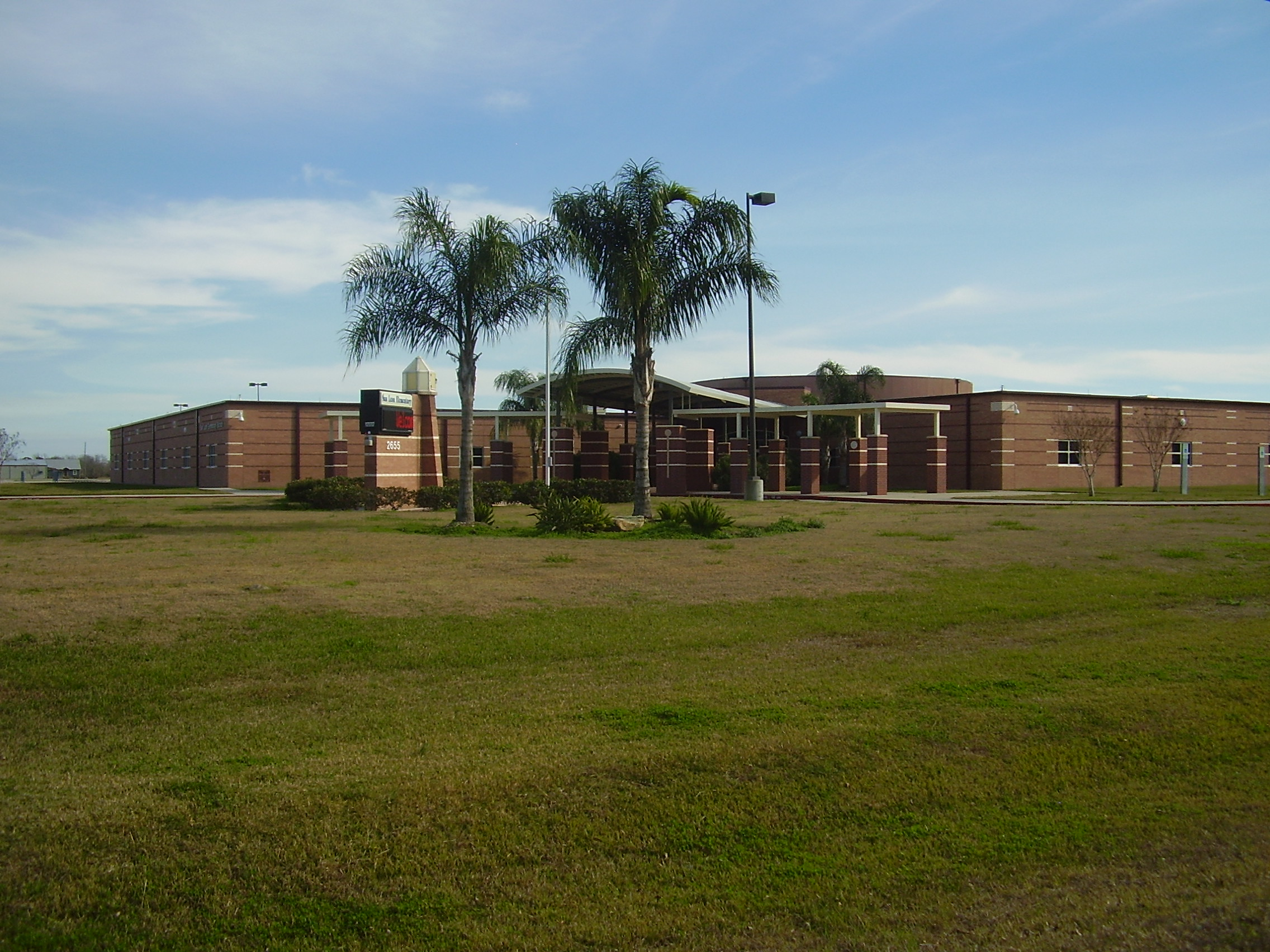
Escuela Primaria de San Leon

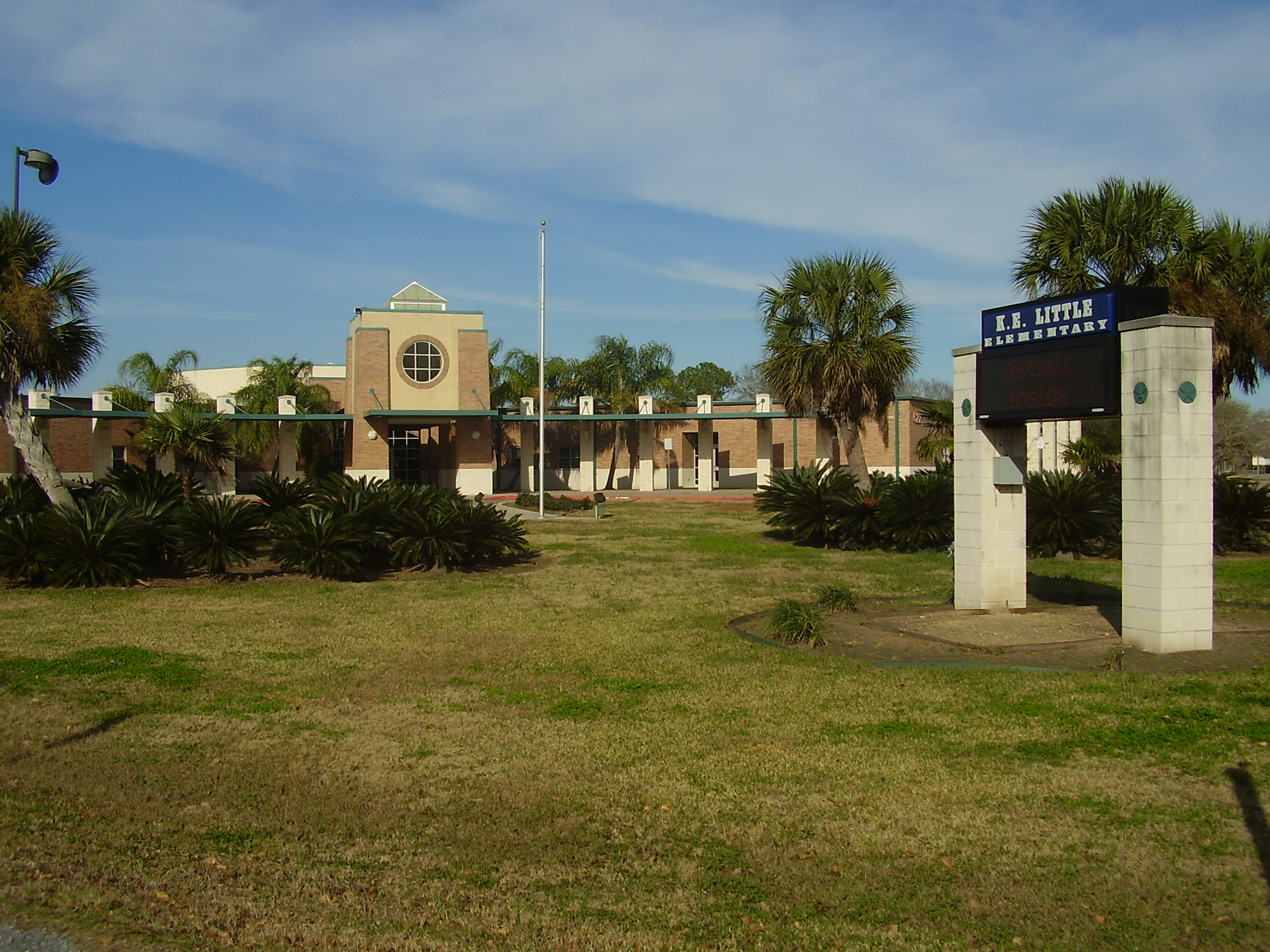
Escuela Primaria Kenneth E. Little en Bacliff

El Distrito Escolar Independiente de Dickinson (Dickinson Independent School District) es un distrito escolar de Texas. Tiene su sede en Dickinson. Gestiona escuelas en Dickinson, League City, y dos áreas no incorporadas: Bacliff y San Leon.